# Hermes Garín
Hermes Leopoldo Garín Bruzzone (San Ramón, Canelones, 26 de mayo de 1947), sacerdote católico uruguayo.
Es el actual obispo auxiliar de Canelones.